# فاسلاف نيجينسكي
فاسلاف (أو فاتسلاف) نيجينسكي ((بالروسية:  Ва́цлав Фоми́ч Нижи́нский)‏؛ (بالروسية: ˌvatslɐf foˌmʲitʃ nʲɪˈʐinskʲɪj)‏
؛ (بالبولندية: Wacław Niżyński)‏؛ (بالأوكرانية: Ва́цлав Томович Ніжи́нський)‏؛ (بالإنجليزية: Vaslav Nijinsky)‏؛ ولد في 12 من مارس 1889م-وتوفي في 8 من أبريل 1950م) هو راقص باليه ومنظم حركات رقص روسي من أصل بولندي، وقيل بأنه أفضل راقص في بداية القرن العشرين. وذاع صيته نظرًا لبراعته الفائقة ونظرًا لتفوق وقوة الرقصات التي يختلقها. حيث استطاع الرقص على أطراف أصابعه (en pointe)، وهي مهارة من النادر وجودها في راقصي هذا الوقت. فضلاً عن قدرته على القيام بوثبات تبدو مقاوِمة للجاذبية مما جعله راقصًا خرافيًا. جدير بالذكر أن أخته هي منظمة حركة الرقص برونيزلافا نيجينسكي (Bronislava Nijinska). كما أن له أخًا يُدعى ستاسيك نيجينسكي (Stassik Nijinsky).

## وصلات خارجية
- Vaslav Nijinsky: Creating A New Artistic Era Vaslav, New York Public Library.
- فاسلاف نيجينسكي على موقع IMDb (الإنجليزية)
- فاسلاف نيجينسكي على موقع الموسوعة البريطانية (الإنجليزية)
- فاسلاف نيجينسكي على موقع مونزينجر (الألمانية)
- فاسلاف نيجينسكي على موقع ديسكوغز (الإنجليزية)
- فاسلاف نيجينسكي على موقع قاعدة بيانات الفيلم (الإنجليزية)
- Newyorker.com